# Hotagens landskommun
Hotagens landskommun var tidigare en kommun i Jämtlands län.

## Administrativ historik
Hotagens landskommun bildades 1901 genom en utbrytning ur Föllinge landskommun. Den förblev oförändrad vid kommunreformen 1952. År 1969 lades dock kommunen åter igen samman med Föllinge. Sedan 1974 ingår området i Krokoms kommun.

### Kyrklig tillhörighet
I kyrkligt hänseende tillhörde kommunen Hotagens församling.

## Folkmängd
År 1959 hade kommunen en folkmängd på 955 invånare och var länets minsta kommun befolkningsmässigt.
Befolkningstätheten var samtidigt 0,5 invånare/km². Detta kan jämföras med riksgenomsnittet som då var 18,0 invånare/km² medan länsgenomsnittet var 3,0 invånare/km².

## Kommunvapen
Hotagen förde inte något vapen.

## Geografi
Hotagens landskommun omfattade den 1 januari 1952 en areal av 1 922,50 km², varav 1 793,49 km² land.

### Tätorter i kommunen 1960
I Hotagens landskommun fanns den 1 november 1960 ingen tätort. Tätortsgraden i kommunen var då alltså 0,0 procent.

## Politik

### Mandatfördelning i valen 1938-1966
| 14 | 3 | 3 |

| 20 |

| 14 | 6 |

| 20 |

| 13 | 7 |

| 20 |

| 15 | 5 |

| 18 |

| 13 | 7 |

| 18 |

| 13 | 7 |

| 18 |

| 11 | 9 |

| 18 |

| 11 | 7 | 1 | 1 |

| 18 |